# Карабань Василь Степанович
Василь Степанович Карабань (?, нині Кобеляцький район, Полтавська область — бл. 2002) — український радянський педагог, науковець. Заслужений вчитель України. Тривалий час (1963—2002) — викладач Бучацького радгоспу-технікуму (нині — агроколедж).
Освіта:
- 1956 — Маслівський сільськогосподарський технікум (нині — Маслівський аграрний технікум імені П. Х. Гаркавого Білоцерківського національного аграрного університету), с. Маслівка Миронівський район (нині — Обухівський район), Київська область;
- 1963 — Українську сільськогосподарську академію (тепер Національний університет біоресурсів і природокористування України);
- 1972 — педагогічний факультет Української сільськогосподарської академії

Син — Олександр (пом. бл.2009), викладач Бучацького агроколеджу, мешкав у Бучачі.
Похований на цвинтарі колишнього села Нагірянка.